# 다이하드 2
《다이하드 2》(영어: Die Hard 2)는 1990년 개봉한 미국의 영화이다.

## 줄거리
노엘 전야에 형사 존 맥클레인은 별거 중인 아내 홀리를 데리러 덜레스 국제공항에 도착한다. 이때, 부패한 군 지도자 라몬 에스페란자 장군을 태운 비행기도 공항으로 향하고 있다. 에스페란자의 도착을 기다리고 있던 전직 장교 윌리엄 스튜어트 대령과 그의 부하들은 공항의 통신을 차단하고 활주로 조명을 끔으로써 에스페란자가 안전하게 착륙할 수 있도록 계획한다. 맥클레인은 테러리스트들과 싸우며 홀리의 비행기를 포함한 모든 비행기를 안전하게 지키려 하지만, 공항 당국은 처음에 그를 믿지 않는다.
스튜어트는 영국 항공기를 추락시켜 협박을 보여주고, 맥클레인은 공항에서 도움을 주는 청소부 마빈과 교신 중인 앨 파월 중사와 연락하여 스튜어트와 그의 부하들과 싸운다. 하지만, 스튜어트의 부하들이 특수부대와 공조하고 있었음이 밝혀진다.
맥클레인은 마지막 수단으로 뉴스 헬리콥터를 이용해 스튜어트와 그의 부하들이 탈출하려던 보잉 747에 도착한다. 맥클레인은 비행기의 날개 위로 올라가 그랜트와 스튜어트와 격투를 벌이다. 맥클레인은 연료 밸브를 열고 라이터를 켜 비행기를 폭발시켜 테러리스트들을 저지한다. 폭발로 인해 생긴 연료 흔적은 홀리가 탄 비행기를 포함한 다른 비행기들이 착륙할 수 있는 길잡이 역할을 한다. 맥클레인과 홀리는 다시 재회하고, 마빈은 그들을 공항에서 안전하게 데려간다.

## 배역
- 브루스 윌리스 - 존 매클레인
- 보니 베델리아 - 홀리 지네로 매클레인
- 윌리엄 애서턴 - 리처드 손버그
- 레지널드 벨존슨 - 앨 파월
- 프랑코 네로 - 라몬 에스페란자
- 윌리엄 새들러 - 스튜어트
- 존 아모스 - 그랜트
- 데니스 프랜즈 - 카민 로렌조
- 아트 에반스 - 레슬리 바니스
- 프레드 톰프슨 - 트루도
- 톰 바우어 - 마빈
- 셸리아 매카시 - 서맨사 콜먼
- 돈 하비 - 가버
- 로버트 패트릭 - 오렐리
- 토니 가니오스
- 존 코스텔로

## 한국판 성우진(SBS) (1995년 5월 14일)
- 이정구 - 존 맥클레인(브루스 윌리스)
- 손정아 - 홀리 맥클레인(보니 베델리아)
- 이윤선 - 리차드 손버그(윌리엄 애서턴)
- 양지운 - 스튜어트(윌리엄 새들러)
- 장광 - 알 포웰(레지널드 벨존슨)
- 윤기황 - 라몬 에스페란자(프랑코 네로)
- 이병식 - 그랜트(존 아모스)
- 조동희 - 카민 로렌조(데니스 프랜즈)
- 온영삼 - 트루도(프레드 달턴 톰슨)
- 유민석 - 마빈(톰 바우어)
- 박영희 - 사만다 콜맨(쉴라 맥카시)
- 김용식 - 레슬리 반즈(아트 에반스) / 죄수 비행기 조종사
- 성병숙 - 홀리의 옆칸 여자(잔느 베이츠) / TV 뉴스 목소리
- 박신영 - 스튜어스(칼라 탬버렐리) / 공항 안내원
- 순동운 - 경찰(제이슨 아지키웨) / 관제탑 직원
- 안종익 - 스튜어트의 부하(피터 넬슨)
- 김영민 - 스튜어트의 부하(돈 하비) / 리처드의 동료(로버트 마틴 스테인버그) / 관제탑 직원
- 이재용 - 스튜어트의 부하(본디 커티스홀) / 죄수 비행기 조종사 / 관제탑 직원
- 홍승섭 - 스튜어트의 부하(토니 가니오스)
- 김수중 - 스튜어트의 부하(존 코스텔로)

### 우리말 제작진(SBS)
- 컴퓨터 그래픽: 이상렬
- C.G: 박경자
- 녹음: 박지원, 한재권
- 녹화: 정원요
- 음향: 이은경
- 기술감독: 서영철
- 번역: 임병훈
- 연출: 이경숙